# Maître du Girart de Roussillon
Le Maître du Girart de Roussillon est un maître anonyme enlumineur identifié à Jehan Dreux ou Dreux Jean, actif à la cour de Bourgogne, entre 1440 et 1465, période où il travailla pour Philippe le Bon. Son nom vient d'un des manuscrits sur lequel il a travaillé, le Roman de Girart de Roussillon.

## Biographie
Dès 1925, Friedrich Winkler propose d'identifier Jehan Dreux comme l'auteur du frontispice du Girart de Roussillon de Vienne. Il est probablement né à Paris, où il est formé à partir de 1430 puis vient s'installer à Bruges puis à Bruxelles. Il est employé en 1447 par le duc de Bourgogne en remplacement de Jean Pestivien et rémunéré à partir de 1448 selon les archives ducales pour restaurer des ouvrages anciens et en illustrer de nouveaux. En 1449, il est nommé à la charge de valet de chambre et enlumineur officiel. En 1464, Charles le Téméraire le rémunère à son tour comme valet de chambre et enlumineur. Il décède sans doute à la fin 1466 ou au début 1467. Philippe de Mazerolles succède à sa charge le 21 avril 1467. Plusieurs mains sont distinguées dans son œuvre, ce qui fait penser qu'il s'est adjoint des collaborateurs dont le principal est parfois nommé Maître des Scènes d'enterrement du Girart. 

## Manuscrits

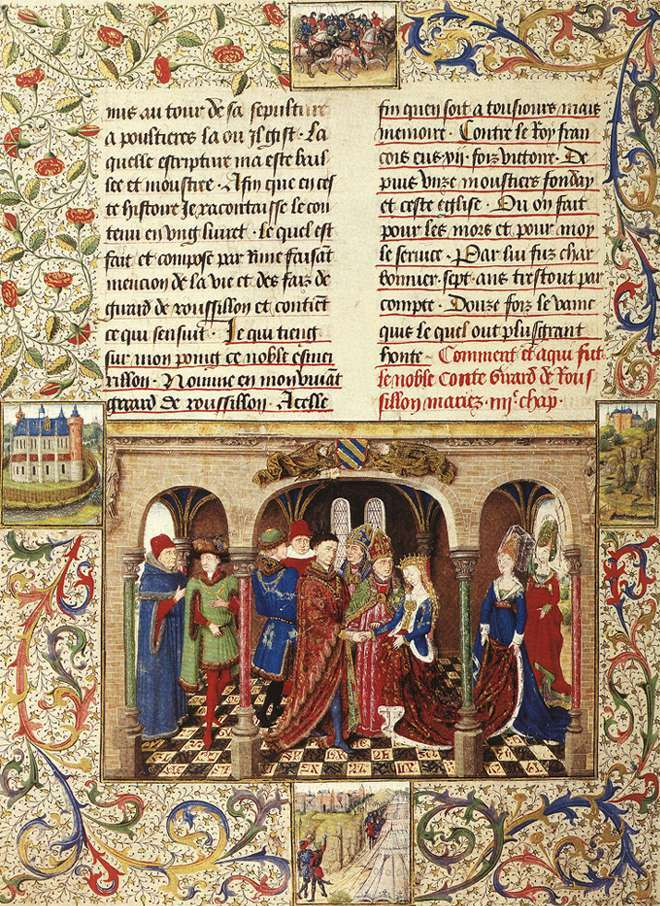
Illustration du Roman de Girart de Roussillon, vers 1450 Bibliothèque nationale autrichienne, Vienne.

- Roman de Girart de Roussillon, Bibliothèque nationale autrichienne, Ms.2549
- Chroniques de Jérusalem abrégées, Bibliothèque nationale autrichienne, Ms 2533
- Miroir d'humilité ou Traité de Morale, St Augustin, 1462, pour Philippe de Croÿ, Madrid, Bibliothèque nationale d'Espagne, ms. Vit. 25.2.
- Composition de la Sainte Ecriture ou Cy nous dit, 1462, pour Philippe le Bon, Bruxelles, Bibliothèque royale de Belgique, ms. 9017.
- Gilles de Trazegnies, 1463, pour Antoine de Bourgogne, Dülme, Duc de Croÿ, ms. 50.
- Passion de Nostre Seigneur de Jean Gerson, 1 miniature, Bibliothèque Royale de Belgique, Mss. 9081–2
- Les Livres du roy Modus et de la royne Ratio et Le Songe de Pestilence, Henri de Ferrières (de) (?), après 1455, pour Philippe le Bon[4], Bruxelles, Bibliothèque royale, ms. 10218-19[5],[6].
- Livre de prières, BNF, nouv. acq. fr. 16428
- Histoire d'Alexandre, BNF, Fr.9342
- Chroniques de Hainaut, BRB, Ms.9242
- Roman de Jean d'Avesnes, vers 1460, pour Philippe de Croÿ, Bibliothèque de l'Arsenal, Ms.5208
- Benois seront les misericordieux, pour Marguerite d'York, vers 1468, BRB, Ms.9296
- L'instruction d'un jeune prince, de Guillebert ou Hugues de Lannoy, pour Philippe le Bon, vers 1452-1460, BRB, Ms.10976
- Hiéron de Xénophon, pour Charles le Téméraire, 2 miniatures, vers 1460-1467, BRB, ms.IV 1264